# 尼爾·漢密爾頓·費爾利

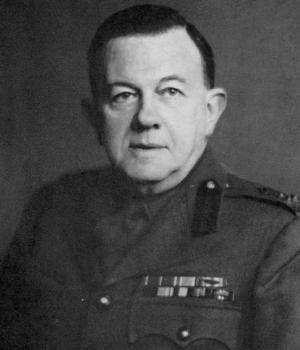

尼爾·漢密爾頓·費爾利（英語：Neil Hamilton Fairley，1891年7月15日—1966年4月19日），澳洲物理學家、軍人。曾治好不少盟軍軍人的瘧疾及其他疾病。

## 生平
1891年生於澳洲Inglewood，1966年卒於英格蘭Sonning。1915年畢業於墨爾本大學，加入澳洲陸軍軍醫軍（Australian Army Medical Corps）。第二次世界大戰時任澳洲陸軍總軍醫。